# كل ما تريده لولا (فلم)
كل ماتريده لولا هو فيلم أمريكي سينمائي درامي، رومانسي إنتاج سنة 2007 من إخراج نبيل عيوش ومن بطولة لورا رمزي وأسعد بواب. عرض الفيلم للمرة الأولى في 11 ديسمبر 2007 في مهرجان دبي السينمائي الدولي، في حين أطلق لاحقا في فرنسا في 11 أبريل 2008.
الفيلم يحكي قصة زكريا أو زاك الذي سافر لأمريكا ليكمل دراسة الدكتوراه، وهناك التقى بلولا، فتاة أمريكية تهوى الرقص. اختلفا عندما قررت (لولا) أن تمارس الرقص الشرقي، فانفصلا. يقرر (زاك) العودة إلى مصر بلده، فتلحقه لولا تمسكًا بعلاقتهما، وتخبره عن أحلامها في مزاولة مهنة الرقص فيرفض ذلك تمامًا بسبب عادات وتقاليد المجتمع الشرقي ويخبرها أنه رجل شرقي وحياتهما في الولايات المتحدة الأمريكية تختلف عن ما ستكون عليه في مصر وأنه ينوي الزواج ويرغب في تأسيس أسرة، على عكس لولا التي ترغب في تحقيق أحلامها أولًا. بعد انفصلاهما تقابل لولا راقصة شهيرة معتزلة اسمها اسمهان، وتتلقى دروسًا في الرقص حتى تصبح من أشهر الراقصات وتقرر بعد أن حققت نجاحًا في مصر العودة لنيويورك.
اسم الفيلم اقتبس من أغنية Whatever Lola Wants التي قدمت في مسرحية أمريكية موسيقية شهيرة عرضت على مسارح برودواي في نيويورك وهي Damn Yankees، والتي تحولت إلى فيلم يحمل العنوان ذاته العام 1958.

## وصلات خارجية
- مقالات تستعمل روابط فنية بلا صلة مع ويكي بيانات
- كل ماتريده لولا على IMDB